# Amt Oberwesel
Das Amt Oberwesel war ein vom 14. Jahrhundert bis zum Ende des 18. Jahrhunderts bestehender Verwaltungs- und Gerichtsbezirk im Kurfürstentum Trier mit Sitz in Oberwesel. Es war Teil des Nieder-Erzstiftes Trier und im 18. Jahrhundert dem Oberamt Boppard nachgeordnet.

## Geschichte
Anfang des 14. Jahrhunderts entstand in Trier eine Ämterorganisation. Kurfürst Balduin von Luxemburg bildete nach französischem Vorbild eine Ämterverwaltung. Das Amt Oberwesel war damals eines von 30 Ämtern des Hochstiftes Trier.
Erzbischof Johann VI. (1556–1567) ordnete am 26. November 1556 mit Zustimmung der Landstände in Koblenz eine vierjährige Landsteuer an. Je 1000 Gulden Vermögen betrug die Steuer 3,5 Gulden. Am 20. Juli 1563 forderte er Berichte aller Ämter an, die über die Orte und die dortigen Steuerzahler Auskunft geben sollte. Im Amt Oberwesel gab es danach 529 Feuerstellen in folgenden Orten:
| Ortschaft       | Zahl Feuerstellen | Untertanen | Fremde Leibeigene |
| --------------- | ----------------- | ---------- | ----------------- |
| Stadt Oberwesel | 529               | 611        | 13                |
| Langscheid      | 29                | 31         | 8                 |
| Perscheid       | 27                | 30         | 1                 |
| Dellhofen       | 25                | 26         | 5                 |
| Urbar           | 19                | 26         | 2                 |
| Niederburg      | 45                | 46         | 6                 |
| Damscheid       | 35                | 42         | 9                 |
| „Hann“          | 15                | 31         | 9                 |
| Wiebelsheim     | 16                | 19         | 7                 |
| Laudert         | 2                 | 3          | 3                 |
| Kisselbach      | 13                | 14         | 6                 |
| Liebshausen     | 13                | 16         | 6                 |
| Gödenroth       | 0                 | 18         | 16                |

Zum Amt gehörten am Ende der HRR aus der Stadt Oberwesel und den Dörfern Birkheim, Damscheid, Dellhofen, Kisselbach, Langscheid, Laudert, Liebshausen, Niederburg, Perscheid, Urbar und Wiebelsheim.
Anfang des 18. Jahrhunderts wurde die hohe Gerichtsbarkeit für die benachbarten Ämter in Boppard konzentriert. Auch wurde die Funktion des Amtmanns zunehmend in Personalunion durch den Amtmann im Amt Boppard wahrgenommen. Damit war das Amt Oberwesel kein eigenständiger Verwaltungsbezirk mehr, sondern Teil des Oberamtes Boppard. Mit der Einnahme des Linken Rheinufers durch französischen Revolutionstruppen wurde das Amt nach 1794 aufgelöst. Das Gebiet kam überwiegend zum Kanton Bacharach im Arrondissement Simmern des Rhein-Mosel-Departement.

## Amtssitz

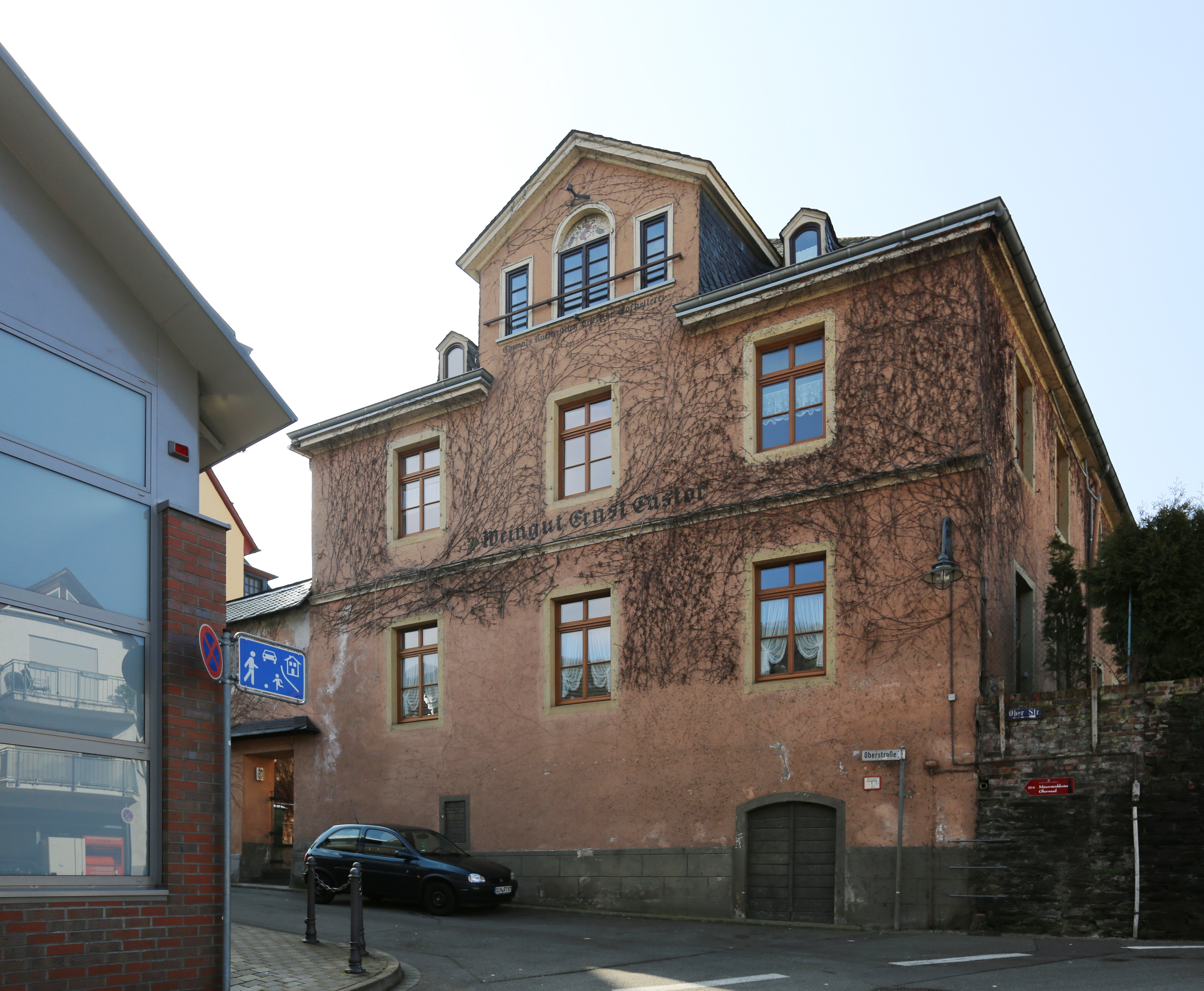
Kurtrierische Kellerei

Die ehemalige kurtrierische Kellerei in der Oberstraße 13 steht unter Denkmalschutz.